# Messelita
La messelita és un mineral de la classe dels fosfats que pertany al grup de la fairfieldita. Va ser anomenada així l'any 1889 per Wilhelm Muthmann, per la localitat de Messel (Alemanya), la seva localitat tipus. Pertany al grup fairfieldita de minerals, amb els membres del qual és isoestrcutural.

## Característiques
La messelita és un fosfat amb fórmula química Ca₂Fe²⁺(PO₄)₂·2H₂O. Cristal·litza en el sistema triclínic. El mineral pot ser granular o produir agregats de cristalls laminars, internament radiats, disposats com globus, hemisferis, o garbes, de fins a 1,5 cm. La seva duresa a l'escala de Mohs és de 3,5, i la seva densitat és 3,16. És un mineral translúcid, de color blanc, blanc verdós pàl·lid, gris verdós, rosat o incolor.

## Formació i jaciments
El mineral es forma en pegmatites de granit per alteració hidrotermal en una etapa tardana. Acostuma a trobar-se en associació amb ambligonita, anapaïta, brasilianita, eosforita, fairfieldita, goyazita, graftonita, jahnsita, herderita, hureaulita, ludlamita, fosfoferrita, siderita, trifilita, vivianita i whitlockita. Als territoris de parla catalana ha estat descrita a Prats i Sansor i a Bellver de Cerdanya, totes dues localitats a la Cerdanya, així com als municipis de Cotlliure i Argelers, al Rosselló.